# Baai van Tubli
De Baai van Tubli (Arabisch: خليج توبلي) is een baai aan de oostkust van Bahrein. De baai ligt tussen het hoofdeiland van Bahrein en Sitra en direct ten zuiden van het schiereiland van Manama. In de baai ligt het eiland Nabih Saleh.

## Natuur
Het gebied stond bekend om zijn rijke zee- en vogelleven en de mangrovebossen rond de grenzen. De mangroven gedijden op het afvloeiende water van zoetwaterbronnen nadat het via boerderijen in de baai terechtkwam.

## Fauna
De baai is een belangrijke broedplaats voor garnalen en vissen. Het is ook een tussenstop voor verschillende trekvogelsoorten. De baai is door BirdLife International aangewezen als Important Bird Area (IBA) omdat er belangrijke doortrek- of overwinteringspopulaties van steltlopers en meeuwen voorkomen, waaronder zilverplevier, strandplevier, Mongoolse plevier, breedbekstrandloper, bonte strandloper en dunbekmeeuw. Andere overwinterende soorten zijn kleine zilverreiger, bontbekplevier, kleine strandloper, steenloper, reuzenzwartkopmeeuw en kokmeeuw.

## Bescherming
De baai van Tubli heeft te lijden gehad van illegale landaanwinning, milieuvervuiling en een afnemende toevoer van zoet water uit bronnen. Door landaanwinning is de omvang afgenomen van 25 km² in de jaren 1960 tot slechts 11 km² anno 2006. De mangroven die vroeger langs een groot deel van de kust voorkwamen, zijn gereduceerd tot slechts een paar kleine stukjes bij Ras Sanad en Ras Tubli.
In 1997 werd Tubli Bay toegevoegd aan de lijst van Ramsar wetlands van internationaal belang.